# Сан-Феликс (остров)
Сан-Фе́ликс (исп. Isla San Félix) — небольшой необитаемый вулканический остров в Тихом океане. Вместе с соседним островом Сан-Амбросио он входит в состав архипелага островов Ислас-Десвентурадас, расположенного, примерно, в 850 км от побережья Чили.

## География
Площадь острова составляет около 1,4 км². Максимальная длина составляет около 2500 м. Центральная площадь острова, в самой узкой части, затопляется во время прилива. На острове расположена взлетно-посадочная полоса, которая пересекает его с северо-запада на юго-восток. Наивысшая точка острова возвышается над уровнем моря на 183 м.

## История
Первооткрывателем острова считается Хуан Фернандес, открывший его в ноябре 1574 года.

## Административное устроиство
Административно входит в состав чилийской провинции Вальпараисо, являющейся частью одноимённой области.

## Климат
Климат средиземноморский, теплый и океанический. Максимальная температура составляет +22,5 ° С, минимальная +14,3 ° С, средняя +17,8 ° С. Количество осадков 948 мм, выпадают в основном в зимний период (май-август). На острове отсутствуют источники пресной воды.